# Cristianismo en Irak
Los cristianos de Irak están considerados como una de las comunidades cristianas continuas más antiguas en el mundo. La gran mayoría son asirios étnicos hablantes del arameo oriental. También hay una pequeña comunidad de armenios y poblaciones de kurdos, árabes y turcomanos cristianos. La mayoría de los actuales cristianos son étnicamente diferentes de los kurdos y se identifican a sí mismos como pueblos separados de diferentes orígenes y con diferentes historias de su propia.
En Irak, los cristianos eran alrededor de 1.500.000 en 2003, representan algo más del 6% de la población, desde entonces, no ha habido ningún censo oficial, se estima que el número de cristianos en Irak había caído tan bajo como 450.000 en 2013, pero el número podría ser tan alto como 1,2 millones, debido a que no se cuenta con un censo oficial reciente y sú número es difícil estimar. La denominación más seguida entre los cristianos de Irak es la Iglesia católica caldea.
Los cristianos viven principalmente en Bagdad, Basora, Erbil y Kirkuk y en ciudades y regiones de Asiria tales como las Llanuras de Nínive en el norte. Los iraquíes cristianos viven principalmente en la región de Kurdistán; y en las regiones fronterizas con Siria en el noreste, al noroeste de Irán y el sureste de Turquía, un área que corresponde a la antigua Asiria.
Los cristianos en Irak no están autorizados a proselitizar a los musulmanes pudiendo ser castigados con fuertes penas. Solamente en el Kurdistán iraquí, a los cristianos se les permite proselitismo religioso.

## Comunidades cristianas

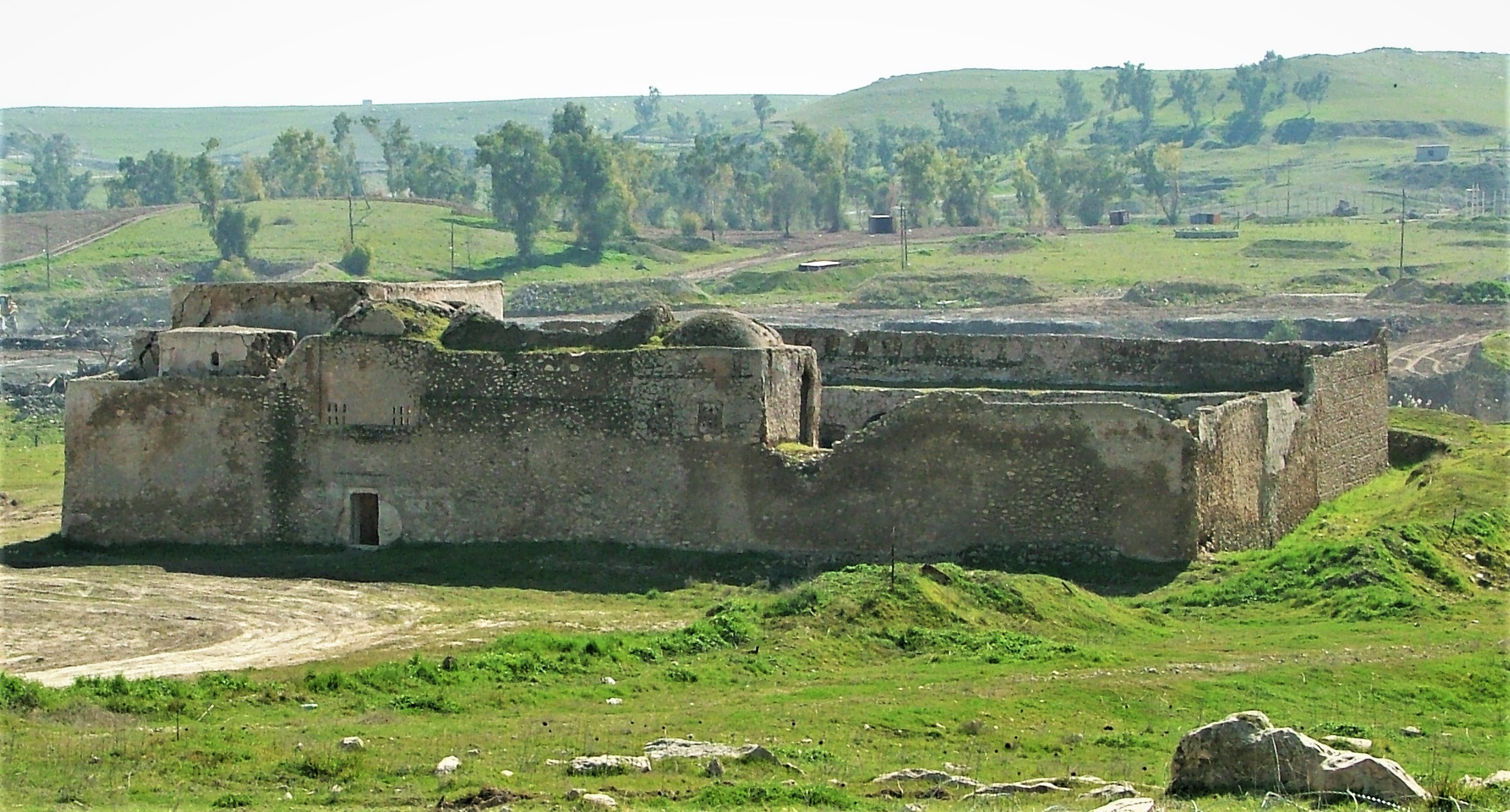
Las ruinas del Monasterio de San Elías fundado en 595 AD al sur de Mosul por el monje cristiano Mar Elia

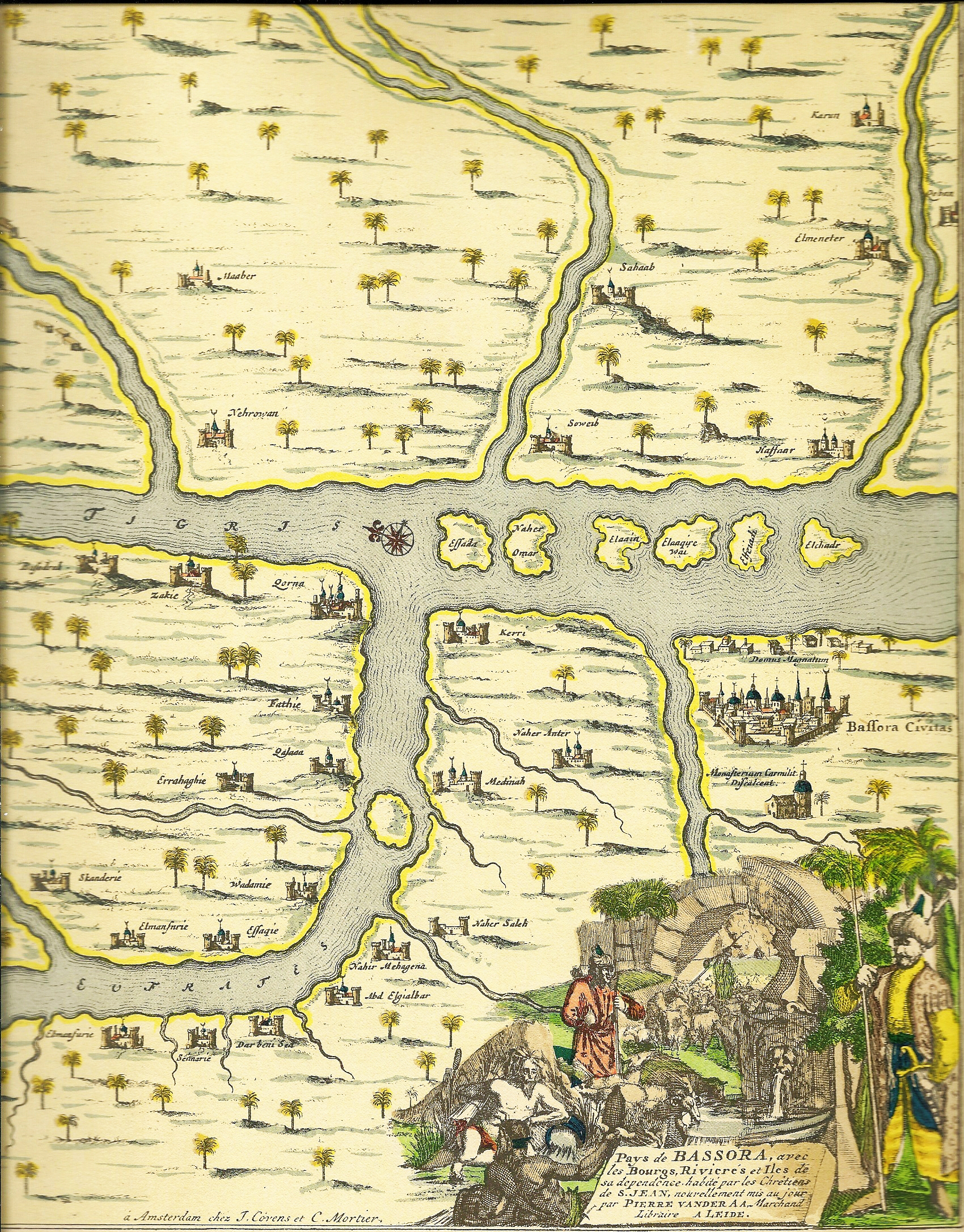
Una nueva época comenzó en el, cuando el Emir Afrasiyab de Basora permitió a los portugueses construir una iglesia

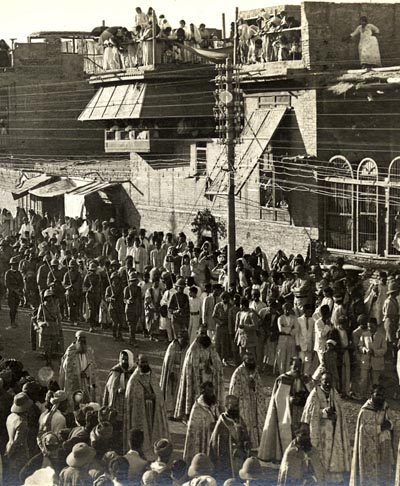
Celebración de Corpus Christi en Irak, en 1920, a la que asistieron Asirios y Armenios.

### Iglesias del Rito Sirio
La mayoría de los iraquíes cristianos pertenecen a las ramas del Cristianismo siríaco, cuyos seguidores son en su mayoría de etnia Asiria los cuales son fieles del Rito Sirio Oriental (también llamado Rito Persa) y el Rito Sirio Occidental: 
- Iglesia siro-ortodoxa
- Iglesia asiria de oriente
- Antigua iglesia de oriente
- Iglesia católica siriaca
- Iglesia católica caldea
- Iglesia evangélica asiria
- Iglesia pentecostal asiria

### Iglesias del Rito armenio
Los seguidores de estas iglesias son exclusivamente étnicamente Armenios, ellos siguen el Rito armenio:
- Iglesia apostólica armenia
- Iglesia católica armenia

### Otras iglesias y comunidades
Los seguidores de estas iglesias están compuestas por diferentes grupos conocidos como melquitas:
- Iglesia ortodoxa oriental en Irak (arquidiócesis de Bagdad, bajo la jurisdicción de la iglesia ortodoxa del patriarcado de Antioquía y todo el oriente)
- Iglesia greco-católica melquita (Bizantina)
- Iglesia católica (Rito Romano)
- Iglesias Protestantes

## Historia
El cristianismo fue llevado a Irak en el siglo 1 por Tomás el Apóstol y Mar Addaia (Tadeo de Edesa) y sus alumnos Aggai y Mari. Thomas y Tadeo pertenecían a los doce Apóstoles. Las comunidades asirias hablantes del Arameo Oriental en Irak se considera que son unas de los más antiguas en el mundo.
Los asirios adoptaron el Cristianismo en el siglo I y Asiria en el norte de Irak se convirtió en el centro de Rito Oriental del Cristianismo y el Siríaco en la literatura desde el siglo I hasta la Edad Media. El cristianismo, inicialmente convivió junto a la religión de Mesopotamia entre los Asirios, hasta que comenzó a desaparecer durante el siglo IV.
En los primeros siglos después de la conquista Islámica por los Árabes en el siglo VII, Asiria (también conocida como Athura y Assuristan) fue disuelta por los Árabes como una entidad geo-política, sin embargo los nativos Asirios (conocidos como Ashuriyun por los Árabes) eruditos y doctores desempeñaron un papel influyente en Irak. Sin embargo, desde finales del siglo XIII hasta el presente momento, los cristianos Asirios han sufrido persecución tanto religiosa y como étnica, incluyendo un número de masacres. el Norte de Irak siguió siendo predominantemente Asirio, hablante de Arameo Oriental y Cristiano, hasta la destrucción realizada por Tamerlán al final del siglo XIV, cuando la antigua ciudad de Ashur finalmente fue abandonada por los Asirios después de 4000 años de historia. La Iglesia Asiria de Oriente tiene su origen en lo que hoy es el Sur del Oriente de Turquía y Assuristan (Sasánida Asiria). Para el final del siglo XIII hubo doce diócesis de Nestorianas en una franja desde Pekín hasta Samarcanda. Cuando en el siglo XIV el señor de la guerra musulmán de origen turco-mongol, Timur (Tamerlán), conquistó Persia, Mesopotamia y Siria, la población civil fue diezmada. Timur había decapitado a 70,000 Cristianos Asirios en Tikrit, y más de 90.000 en Bagdad. Una nueva época comenzó en el siglo XVII, cuando el Emir Afrasiyab de Basora permitió a los portugueses a construir una iglesia de las afueras de la ciudad. Durante la Primera Guerra Mundial los Asirios del norte de Irak, el sudeste de Turquía, el noreste de Siria y el noroeste de Irán sufrieron el genocidio Asirio, que provocó la muerte de hasta el 65% de toda la población Asiria. En el año de la independencia formal de Irak, 1933, el ejército iraquí del reino de Irak llevó a cabo una masacre contra los Asirios (masacre de Simele ), que habían apoyado la administración anterior de la colonia británica.

## Reino de Irak
En la década de 1930, los ministerios árabes Iraquíes difundieron folletos entre los Kurdos, que los llamaba a unirse a ellos para masacrar a los Asirios. Esta llamada apeló a las convicciones islámicas de los estados Árabes y Kurdos contra los infieles Cristianos. Poco antes de la masacre del 11 de agosto de 1933 en Simmele, los Kurdos iniciarion una campaña de saqueo en contra de los asentamientos de Asiria. Los Asirios huyeron a Simele, donde también fueron perseguidos.

## Gobierno Baaz de Hussein
En 1987, el último censo iraquí contó a 1.4 millones de Cristianos. Ellos eran tolerados en virtud del régimen secular de Saddam Hussein, que incluso hizo a uno de ellos, Tariq Aziz, parte de su gabinete de gobierno. Sin embargo, la persecución por Saddam Hussein siguió en contra de los cristianos en una cuestión cultural, debido a que la gran mayoría son hablantes del idioma arameo de Mesopotamia. El idioma neo-arameo y su escritura fueron reprimidos, los nombres siríacos de pila al igual que los Acadios/Asirio-Babilónicos fueron nombres prohibidos (el nombre de Tariq Aziz era Mikhail Yuhanna, por ejemplo), y Saddam explotó las diferencias religiosas entre los cristianos iraquíes de denominaciones tales como la Iglesia católica caldea, la Iglesia ortodoxa siria, la Iglesia Asiria de Oriente y la Antigua Iglesia de Oriente. Más de 2.000 Cristianos Iraquíes murieron durante la Campaña de Anfal contra grupos insurgentes del Kurdistán iraquí en 1988, hecho considerado por Reino Unido, Suecia y Noruega como genocidio.
Antes de la guerra del Golfo en 1991, los cristianos se contaban en alrededor de un millón en Irak. El Partido Baaz de Saddam Hussein salvaguardó la violencia anticristiana y mantuvo hasta cierto punto la seguridad de los cristianos bajo control, pero sometió a algunos a "los programas de reubicación". Bajo este régimen, los predominantes étnicamente y lingüísticamente Asirios fueron presionados para identificarse como Árabes. La población cristiana cayó a una cifra estimada de 800.000 durante la guerra de Irak contra Estados Unidos. Justo menos de 1.500.000 Cristianos fueron estimados en la región antes de agosto de 2014.

## La situación posguerra

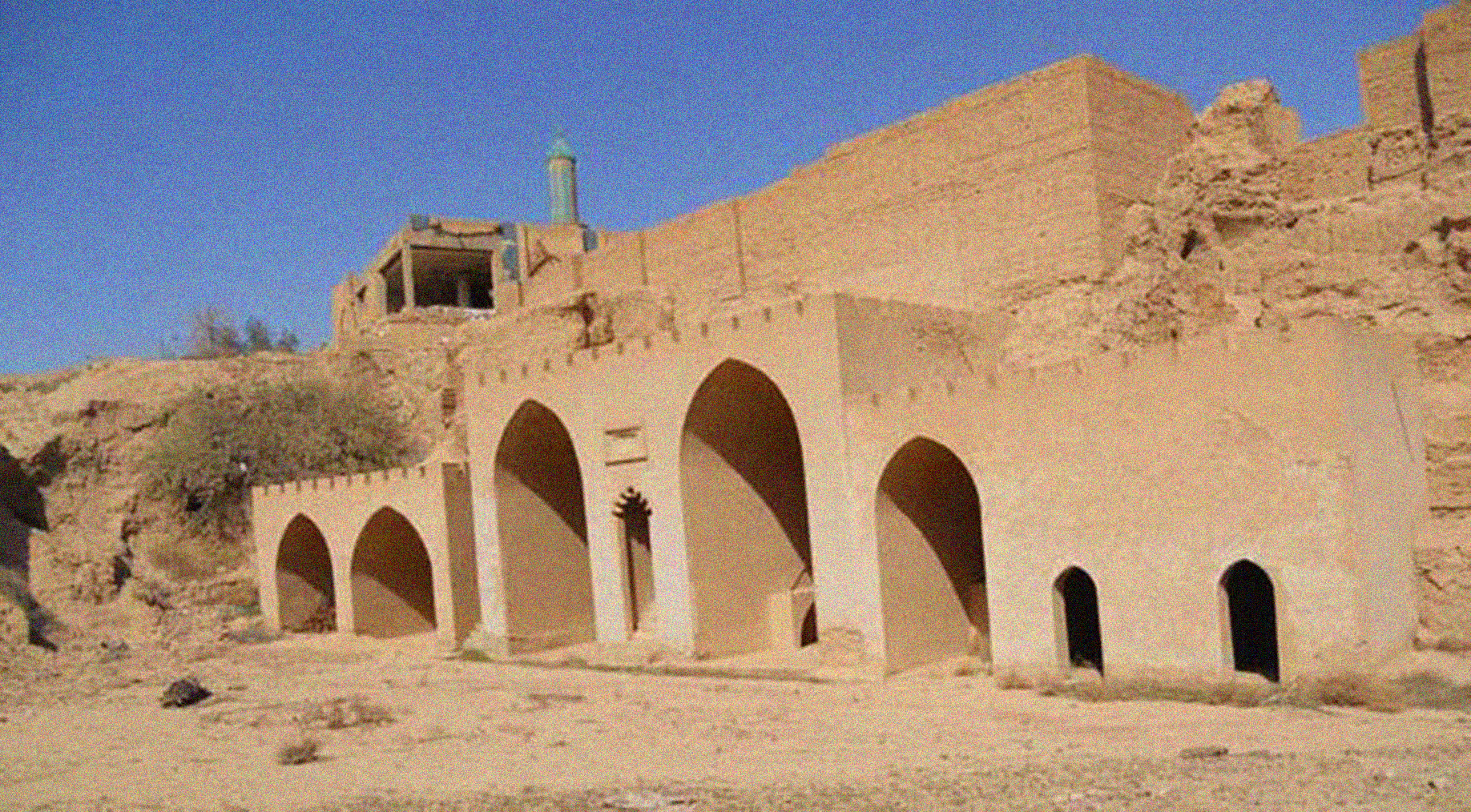
La iglesia de san Ahoadamah fue una iglesia del construida en la ciudad de Tikrit, uno de los más antiguos en el mundo hasta su destrucción por el Estado Islámico de Irak y el Levante el 25 de septiembre de 2014.

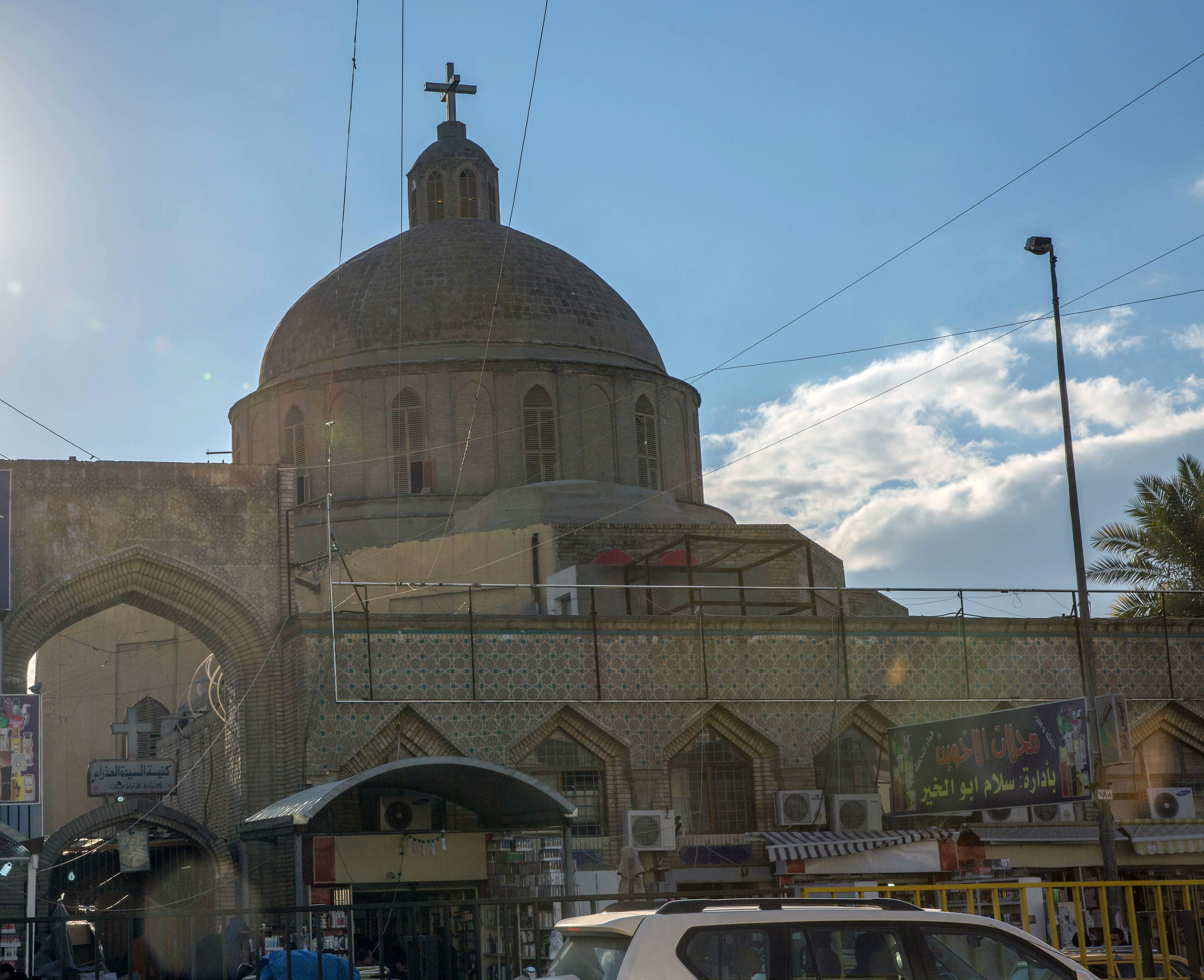
Catedral Latina de San José (iglesia latina) en el mercado Shorja de Bagdad.

El 21 de junio de 2007, el ACNUR estimaba que 2.2 millones de iraquíes han sido desplazados a los países vecinos y 2 millones de personas fueron desplazadas internamente, con alrededor de 100.000 iraquíes que huyen de Siria y Jordania cada mes. Algunos de los refugiados y los Ddsplazados internos eran cristianos. El 25 de mayo de 2007, un artículo señalaba que en los últimos siete meses de 69 personas, de Irak le fuer otorgado el estado de refugiados en los Estados Unidos.
Después la invasión de Irak del 2003 y la caída de Hussein, la violencia contra los cristianos se encendió debido a la propaganda islamista y surgimiento de grupos radicales, con informes de secuestros, torturas, atentados y asesinatos. Algunos cristianos fueron presionados a convertirse al islam bajo amenaza de muerte o expulsión, y a las mujeres se les ordenó llevar la vestimenta islámica.
En agosto de 2004, la organización International Christian Concern protestó una serie ataques por extremistas islámicos en Irak a iglesias cristianas en las que murieron 11 personas. En 2006, un sacerdote ortodoxo cristiano, Boulos Iskander, fue decapitado y mutilado a pesar del pago de rescate, y en 2008, el clérigo asirio Monseñor Paulos Faraj Rahho de la iglesia Caldeo católica en Mosul murió después de ser secuestrado. En enero de 2008, ocurrieron explosiones de bombas afuera de nueve iglesias.
En 2007, el sacerdote cátolico caldeo Fr. Ragheed Aziz Ganni y subdiáconos Basman Yousef Daud, Wahid Hanna Isho, y Gassan Isam Bidawed fueron asesinados en la antigua ciudad de Mosul. Ganni fue de viaje con sus tres diáconos cuando los detuvieron y les exigieron convertirse al islam, cuando se negaron ellos fueron fusilados. Ganni era el pastor de la Iglesia Caldea del Espíritu Santo en Mosul y un graduado de la Universidad Pontificia de Santo Tomás de Aquino, "Angelicum", en Roma, en el año 2003 con una licenciatura en teología ecuménica. Seis meses más tarde, el cuerpo de Paulos Faraj Rahho, arzobispo de la Mosul, fue encontrado enterrado cerca de Mosul. Fue secuestrado el 29 de febrero de 2008, cuando su guardaespaldas y chofer fueron asesinados.
En 2010, aparecieron informes en Mosul de personas detenidas en las calles, a las cuales se les pedía sus tarjetas de identidad, y eran asesinadas si tenían un nombre o un apellido Asirio o de origen Cristiano. el 31 de octubre de 2010, 58 personas, incluyendo 41 rehenes y sacerdotes, fueron asesinados después de un ataque a una iglesia católica Asiria en Bagdad. Véase Atentado contra la iglesia cristiana de Bagdad en 2010. Un grupo de afiliados a Al Qaeda-Estado Islámico de Irak, declaró que los cristianos nativos de Irak eran un "objetivo legítimo." En noviembre, una serie de atentados y ataques con morteros fueron dirigidos a las áreas de mayoría Cristiana-Asiria de Bagdad.
La mitad de la población Cristiana de Irak presuntamente huyó en masa después de la destrucción de 243 catedrales e iglesias adicionales y las decapitaciones en masa incluyendo a mujeres embarazadas y niños. La mayor parte de los que huyeron se dirigieron con un estimado de 330.000 a Siria y un número menor a Jordania. Algunos huyeron al Kurdistán Iraquí en el norte de Irak y los países vecinos, tales como Irán. Los cristianos que son demasiado pobres o no estuvieron dispuestos a dejar su antigua patria han huido principalmente a Arbil, en particular destaca la comunidad de cristianos en las afueras de Ainkawa. Un número de 10,000 principalmente Asirios Cristianos Iraquíes viven en el Reino Unido, dirigido por el Arzobispo Athanasios Dawud, quien ha instado al gobierno británico a aceptar más refugiados.
Aparte de la emigración, los Cristianos Iraquíes también están disminuyendo debido a la disminución de las tasas de natalidad y de mortalidad más altas que sus compatriotas Musulmanes. También desde la invasión de Irak por Estados Unidos, los Asirios y Armenios han sido atacados por organizaciones radicales Islamistas.
Durante la Ofensiva del Norte de Irak del 2014, el Estado Islámico de Irak emitió un decreto en julio, en el que todos los Cristianos en el área de su control debían pagar un impuesto especial de aproximadamente $470 por familia, además de convertirse al islam, o morir. Muchos de ellos se refugiaron en las cercanías de las regiones del Kurdo de Irak. Las casas de los Cristianos fueron pintadas con la letra árabe ن ("nūn") por "Nassarah" (una palabra árabe que significa "Cristiano") y una declaración de que ellos son propiedad del Estado Islámico. El 18 de julio, los Yihadistas parecía haber cambiado sus mentes y anunciaron que todos los Cristianos necesitaban salir o serían asesinados. La mayoría de los que huyeron dejaron atrás sus valiosas posesiones y estas fueron fueron saqueadas. Según el Patriarca Louis Sako, en el 2014 no había Cristianos que quedaran en Mosul por primera vez en la historia de la nación.

### Las relaciones con los no-Cristianos
El exministro de Exteriores Iraquí Tariq Aziz's (nombre de nacimiento Michael Youkhanna) cuya pena de muerte no fue firmada por el presidente Iraquí en el año 2010 debido a que el presidente se "compadeció con Tariq Aziz, porque él era un Iraquí Cristiano". Esto resultó también después de las apelaciones de la Santa sede de no llevar a cabo la sentencia.

## El cristianismo en Irak
Hoy en día, la mayoría de los Cristianos Iraquíes viven en las zonas controladas por mayoría Kurda, muchos de ellos llegaron como desplazados internamente de las áreas Árabes durante las diferentes guerras y conflictos entre el 2003 y el 2016. 

### Irak

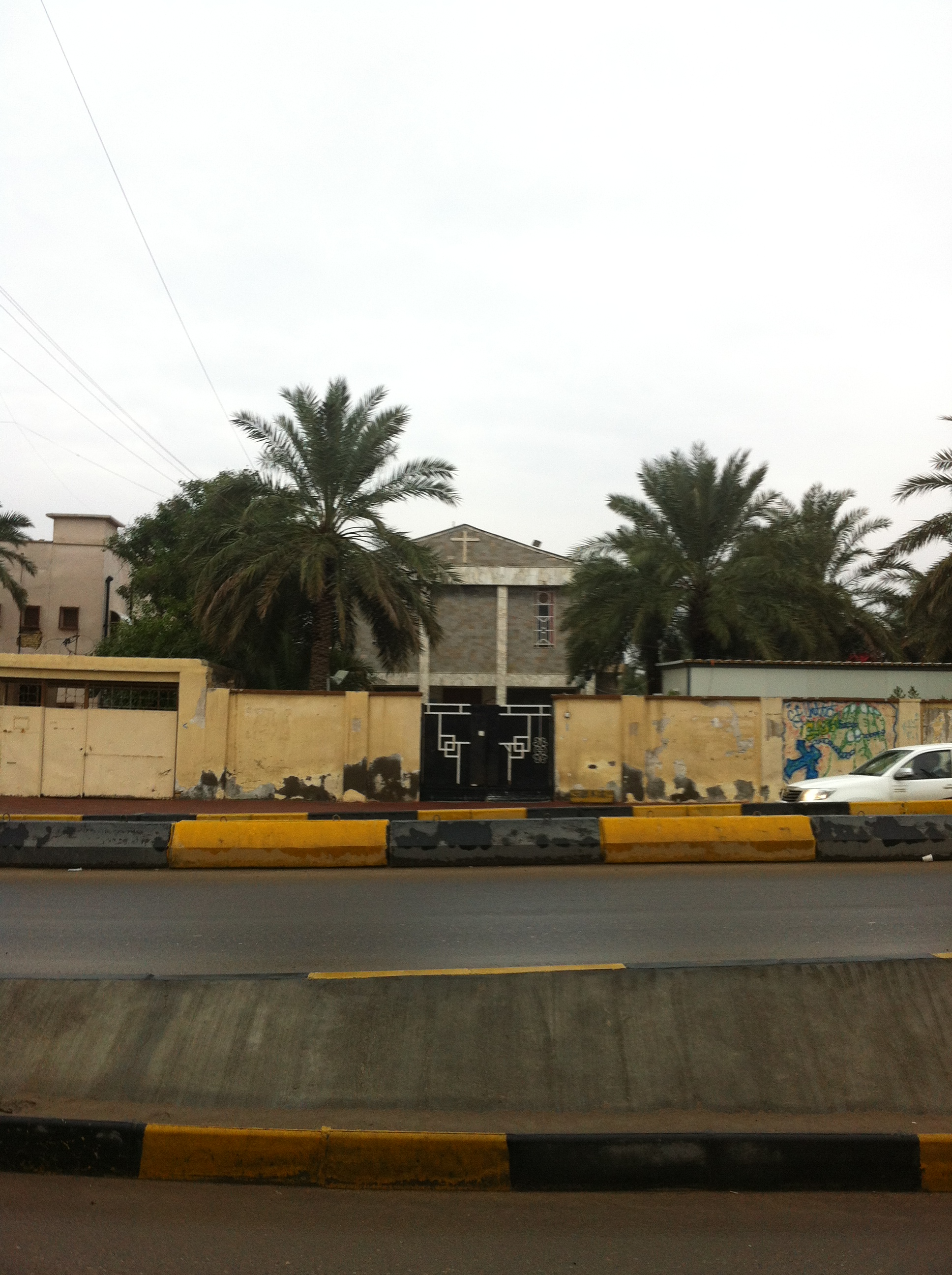
Una iglesia Católica caldea en Basora de 2014.

Los cristianos iraquíes han sido víctimas de ejecuciones, campañas de desplazamiento forzado, tortura, violencia y el destino de los grupos Islamistas como al Qaeda y el ISIS. Desde la guerra del 2003 de Irak, muchos de los Cristianos Iraquíes han huido del país y su población se ha derrumbado en años recientes. la mayoría de los Cristianos han huido al Kurdistán Iraquí o el extranjero.
En 2003, los Cristianos Iraquíes fueron el principal objetivo de los extremistas Islamistas Suníes. Muchos de los cristianos secuestrados se vieron obligados a abandonar el Cristianismo o serían torturados.
El 1 de agosto de 2004, una serie de coches bomba Ataques a iglesias en Irak en 2004 tuvieron lugar durante la misa de la noche del domingo en las iglesias de dos ciudades Iraquíes de Bagdad y Mosul, matando e hiriendo a un gran número de Cristianos. El Jordano-Iraquí Abu Musab al-Zarqawi fue culpado por los ataques.
En 2006, un sacerdote Ortodoxo, Boulos Iskander, fue sacado de las calles de Mosul por un grupo de Sunitas que exigían un rescate. Su cuerpo fue encontrado más tarde, con los brazos y las piernas cortadas.
En 2007, hubo informes de impulsar la unidad de los cristianos fuera del histórico barrio cristiano de Dora Cristiana, en el sur de Bagdad, con algunos Árabes Sunitas Musulmanes acusando a los cristianos de ser los aliados de los Norteamericanos. Un total de 239 casos similares fueron registrados por la policía entre 2007 y 2009.
En 2008, un sacerdote llamado Ragheed Ganni, fue muerto a tiros en su iglesia junto con tres de sus compañeros. En el mismo año, hubo informes de que los estudiantes cristianos eran perseguidos.
En 2008, la caridad Bernabas llevó a cabo la investigación de 250 Cristianos Iraquíes que habían huido hacia el norte del país (Kurdistán Iraquí) para solicitar la condición de refugiado y se encontraron que casi la mitad había sido testigo de los ataques a las iglesias o a los cristianos, o personalmente dirigida por la violencia.
En 2009, el Gobierno Regional del Kurdistán, informó que más de 40.000 Cristianos se habían trasladado desde Bagdad, Basora y Mosul hacia ciudades del Kurdistán Iraquí. Los informes también afirmaron que un número de familias cristianas que se están moviendo hacia el Kurdistán Iraquí está creciendo y que estaban proporcionando apoyo y asistencia financiera para 11.000 de estas familias, y algunos son empleados por el gobierno regional de Kurdistán.
En 2010, los grupos islamistas sunitas atacaron una iglesia siro-católica de Bagdad durante la tarde de la Misa del domingo, el 31 de octubre de 2010, mataron a más de 60 personas e hirieron a 78 iraquíes cristianos.
En 2011, los sunitas extremistas asesinaron a un Caistiano al azar usando rifles de francotirador. Dos meses antes del incidente, 2 cristianos habían sido fusilados por razones desconocidas, en Bagdad, y otros 2 cristianos habían sido tiroteados por los yihadistas en Mosul.
El 30 de mayo de 2011, un hombre cristiano fue decapitado por terroristas sunitas hombre en Mosul.
El 2 de agosto de 2011, una iglesia católica fue bombardeada por extremistas suníes en el área de Kirkuk, hiriendo a más de 23 cristianos.
El 15 de agosto de 2011, una iglesia fue bombardeada por al-Qaeda en el centro de Kirkuk.
En 2014, durante la ofensiva en el Norte de Irak de 2014 en agosto, el Estado Islámico de Irak (ISIS) ordenó a todos los cristianos en el área de su control, donde el Ejército Iraquí se derrumbó, a pagar un impuesto especial de aproximadamente $470 por familia, convertirse al islam o morir. Muchos de ellos se refugiaron en las vecinas controladas por los Kurdos de Irak.

### Kurdistán Iraquí

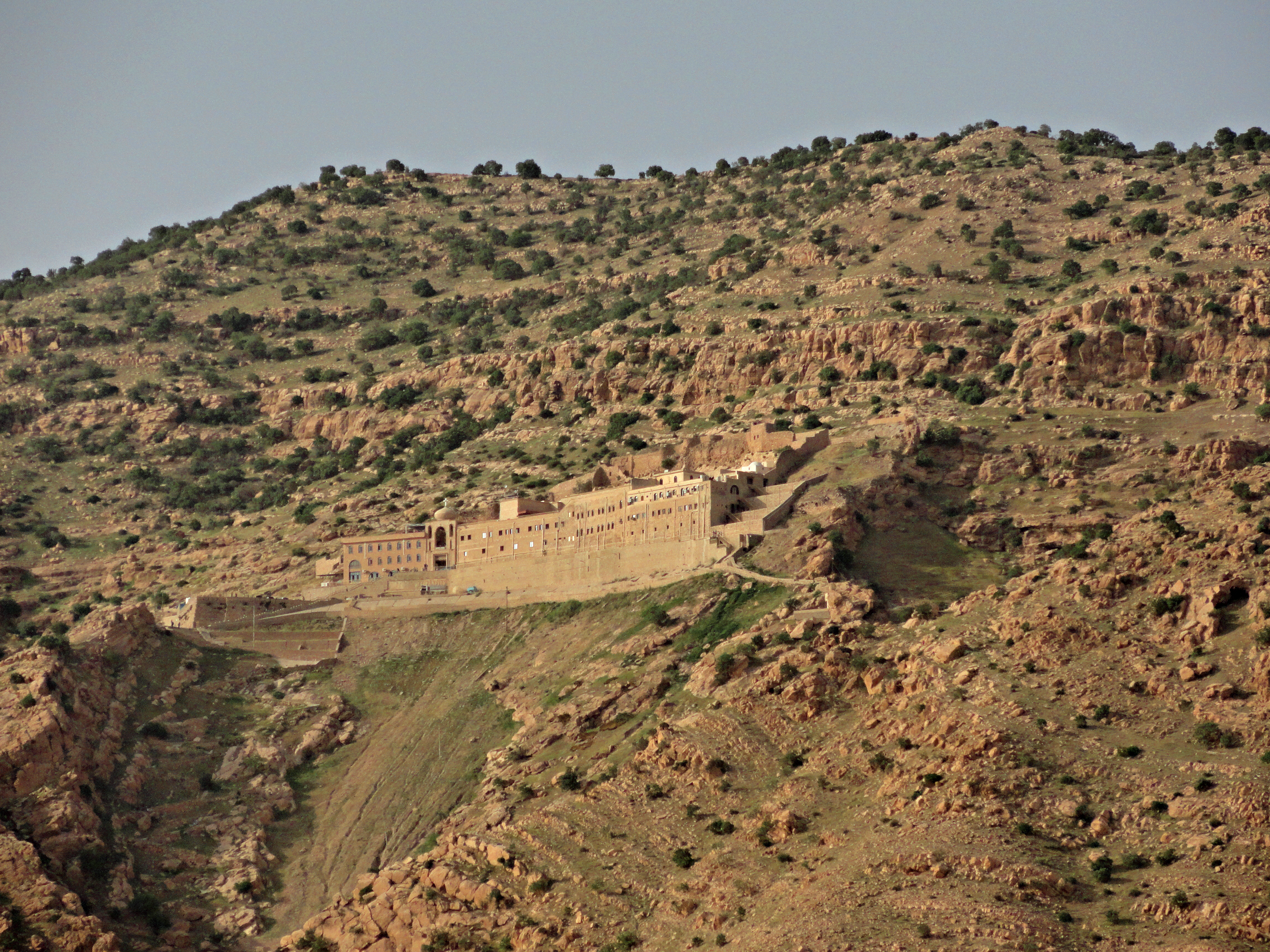
El Convento de San Mateo, situado en la cima de Monte Alfaf en el norte de Irak, es reconocido como uno de los más antiguos monasterios cristianos en existencia y es famoso por su magnífica biblioteca y una considerable colección de manuscritos del cristianismo siríaco

Algunos activistas asirios afirman que han sufrido no solo de Arabización pero también de Kurdificación en el Kurdistán Iraquí, principalmente por el KDP en sus áreas controladas. Un activista asirio ha afirmado que el número de cristianos viven en el Kurdistán Iraquí ha reducido. se sabe que los oficiales de seguridad y autoridades que trabajan para Barzani y a su partido político, el KDP, con frecuencia han abusado de algunos cristianos locales y los desplazados internos por no ser "suficiente" leales a ellos.
También hay reclamos por parte de organizaciones asirias de que el Gobierno Regional del Kurdistán ha obstaculizado la ayuda internacional para los cristianos asirios y trató de impedir que el arameo de las escuelas. sin Embargo, el informe anual del Gobierno Regional del Kurdistán (GRK) establece que el gobierno regional de Kurdistán ha reconstruido y renovado más de 20 iglesias cristianas en la región y reconstruido más de 105 pueblos cristianos destruidos.
Además, varios informes han escrito acerca de los cristianos que no reciben representación "política" y por lo tanto no tienen éxito en la expansión de sus escuelas, y son excluidos de todos, pero la mayoría de la financiación básica. Esto ha sido negado por las autoridades Kurdas. Actualmente hay 5 miembros cristianosen el parlamento del Kurdistán Iraquí. Algunos asirios que han llegado como personas internamente desplazadas al Kurdistán Iraquí han demandado más derechos al gobierno regional de Kurdistán y esto ha llevado a conflictos graves. En 2014, la Agencia Internacional Asiria de Noticias declaró:
Las instituciones y agencias de gobierno en la Región del Kurdistán Iraquí uso de ambos idiomas. La Constitución también establece que turcomano y siriaco son lenguas oficiales en las unidades administrativas donde los hablantes nativos de estas lenguas constituyen una proporción significativa de la población (una ley que también ha incluido la lengua armena junto al turcomano y siriaco). La Constitución señala que cualquier región o provincia puede adoptar un idioma adicional como un "idioma oficial" local si la mayoría de la región o de la provincia de residentes están de acuerdo a esto en un referéndum general.
Algunos se han quejado también de que los adultos tienen que unirse al partido KDP en zonas KDP de mayoría kurda de Irak con el fin de conceder el empleo y que representantes del KDP les permitan asentarse en pueblos asirios.
Ha habido informes de que las fuerzas de seguridad Kurdas también han cometido abusos en contra de algunos cristianos en el norte de Irak durante la guerra de Irak de 2003. Estos incluyen desde amenazas e intimidación a detenciones y tortura. En 1992, los asirios que apoyaron el dictador Iraquí Saddam Hussein publicaron un comunicado, que advirtió contra el proceso continuo de Kurdificación en el norte de Irak, que declaró: "El liderazgo Kurdo, en un programa muy bien planeado, ha comenzado realizar asentamientos kurdos y en gran número alrededor de regiones asiria como Sarsank, Barwari Bala y otros. Afirmaron que el proyecto viviendas de kurdos era, naturalmente, realizado para crear un cambio demográfico, económico y cívico de la estructura de las regiones cristianas en sólo pocos años; un proceso que obligó a los cristianos a emigrar ya que las viviendas desocupadas fueron ocupadas por "los kurdos".
De acuerdo a Youash Michael, las fuerzas Peshmerga controlaron la seguridad en la Llanura de Nínive, en 2008, permitiendo que el KDP negara a las minorías de la Llanura de Nínive, una oportunidad para expresar su voluntad electoralmente. También afirmó que de acuerdo a dos refugiados entrevistados, los "Kurdos" se habían apoderado de sus tierras y el Gobierno Regional de Kurdistán no implementaría ninguna decisión que requiera la devolución de la tierra a los "habitantes asirios originales".